# Frenchburg
Frenchburg is een plaats (city) in de Amerikaanse staat Kentucky, en valt bestuurlijk gezien onder Menifee County.

## Demografie
Bij de volkstelling in 2000 werd het aantal inwoners vastgesteld op 551.
In 2006 is het aantal inwoners door het United States Census Bureau geschat op 567, een stijging van 16 (2,9%).

## Geografie
Volgens het United States Census Bureau beslaat de plaats een oppervlakte van
2,7 km², geheel bestaande uit land. Frenchburg ligt op ongeveer 279 m boven zeeniveau.

## Plaatsen in de nabije omgeving
De onderstaande figuur toont nabijgelegen plaatsen in een straal van 24 km rond Frenchburg.